# Litsea chunii
Litsea chunii W.C. Cheng – gatunek rośliny z rodziny wawrzynowatych (Lauraceae Juss.). Występuje naturalnie w południowych Chinach – w północno-zachodniej części Junnanu oraz w zachodnim Syczuanie. 

## Morfologia
PokrójZrzucający liście krzew dorastający do 5 m wysokości. Gałęzie są nagie.
LiścieNaprzemianległe. Mają kształt od eliptycznie lancetowatego do odwrotnie jajowato eliptycznego. Mierzą 2–9 cm długości oraz 1–4 cm szerokości. Są nagie. Nasada liścia jest klinowa lub zaokrąglona. Blaszka liściowa jest o ostrym wierzchołku. Ogonek liściowy jest płaski i dorasta do 5–10 cm długości.
KwiatySą niepozorne, jednopłciowe, zebrane po 8–12 w baldachy, rozwijają się w kątach pędów. Okwiat jest zbudowany z 6 listków o owalnym lub podłużnym kształcie. Kwiaty męskie mają 9 pręcików.
OwoceMają jajowaty kształt, są lekko owłosione, osiągają 6–8 mm długości i 4–6 mm szerokości.

## Biologia i ekologia
Roślina dwupienna. Rośnie w widnych lasach, ich skrajach oraz w zaroślach. Występuje na wysokości od 1500 do 3400 m n.p.m.